# Gelinbuğday, Araban
Gelinbuğday là một xã thuộc huyện Araban, tỉnh Gaziantep, Thổ Nhĩ Kỳ. Dân số thời điểm năm 2011 là 270 người.